# أماتو
أماتو (كالابريان :Amàtu)؛( بالإلبانية: Amati) هي إحدى بلديات أربيريشي، وبلدة في مقاطعة قطنصار في منطقة قلورية بإيطاليا.